# رولاند ألارد
رولاند ألارد (بالفرنسية: Roland Allard)‏ هو متزحلق جبال الألب فرنسي، (و. 1911 – 1988 م).

## وصلات خارجية
- رولاند ألارد على موقع أوليمبيديا (الإنجليزية)